# Lede

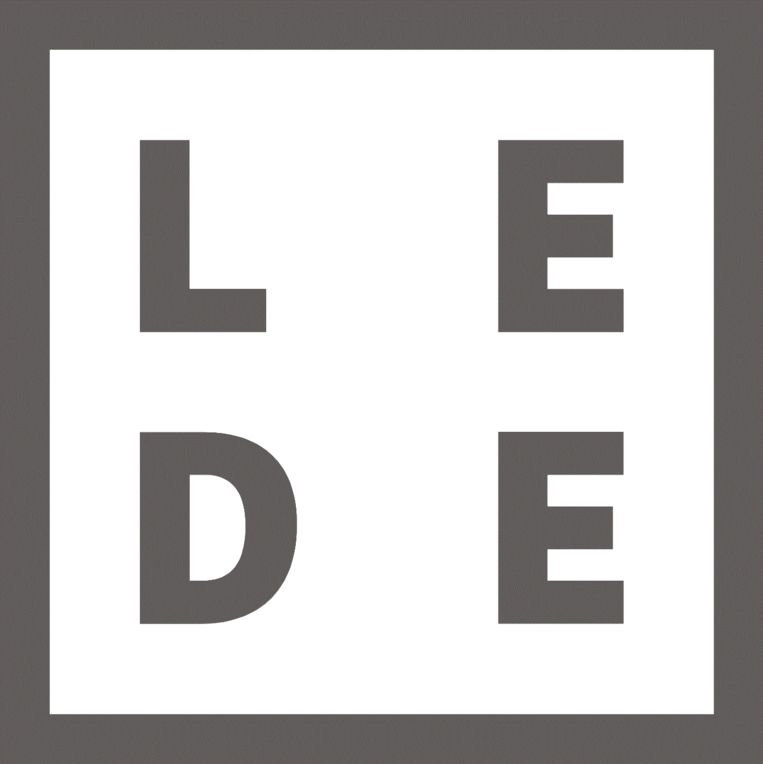
Nieuw Logo Lede sinds oktober 2019

Lede is een plaats en gemeente in de Belgische provincie Oost-Vlaanderen. De gemeente telt meer dan 19.000 inwoners, die Ledenaars worden genoemd. De spotnaam voor Ledenaars is de hovaardige boeren.

## Geschiedenis
In de middeleeuwen bestond het grondgebied uit een groot aantal heerlijkheden: Ronkenburg, Merem, Ginderop, Ter Borch, Kerrebroek, Nieuwenmeers en Lede. De heerlijkheid Lede was de belangrijkste en werd voor twee derden in leen gehouden van het grafelijk leenhof ten Steen van Aalst en voor een derde van het leenhof van Oordegem.
Van deze heerlijkheid was de familie de Bette de belangrijkste vertegenwoordiger.
Via het huwelijk met Isabella de Grutere kwam het goed in handen van Jaak Beths.
In 1633 werd de baronie verheven tot markizaat, dat bleef bestaan tot in 1792 markies Emmanuel Bette kinderloos stierf.
Ondanks de aanleg van de spoorlijn Brussel-Gent in 1856, bleef de industriële ontwikkeling gering: een paar landelijke brouwerijen, enkele weverijen, confectie- en schoenbedrijven werden door plaatselijke families opgericht maar verdwenen allemaal in de periode 1960-1980.

## Geografie
De landelijke gemeente in de Denderstreek is centraal gelegen tussen de centrumsteden Gent, Aalst en Dendermonde. De Wellebeek die er stroomt behoort tot het stroomgebied van de Molenbeek.

### Kernen
De huidige gemeente Lede is sinds 1977 samengesteld uit de vroegere gemeenten Lede, Impe (inclusief het dorp Papegem), Oordegem, Smetlede en Wanzele:

### Deelgemeenten
|   | Naam     | Opp. (km²) | Inwoners (2020) | Inwoners per km² | NIS-code |
| - | -------- | ---------- | --------------- | ---------------- | -------- |
| 1 | Lede     | 12,20      | 11.828          | 970              | 41034A   |
| 2 | Wanzele  | 1,45       | 1.136           | 784              | 41034B   |
| 3 | Impe     | 3,37       | 1.651           | 490              | 41034C   |
| 4 | Smetlede | 4,03       | 1.239           | 307              | 41034D   |
| 5 | Oordegem | 8,85       | 3.011           | 340              | 41034E   |

## Bezienswaardigheden

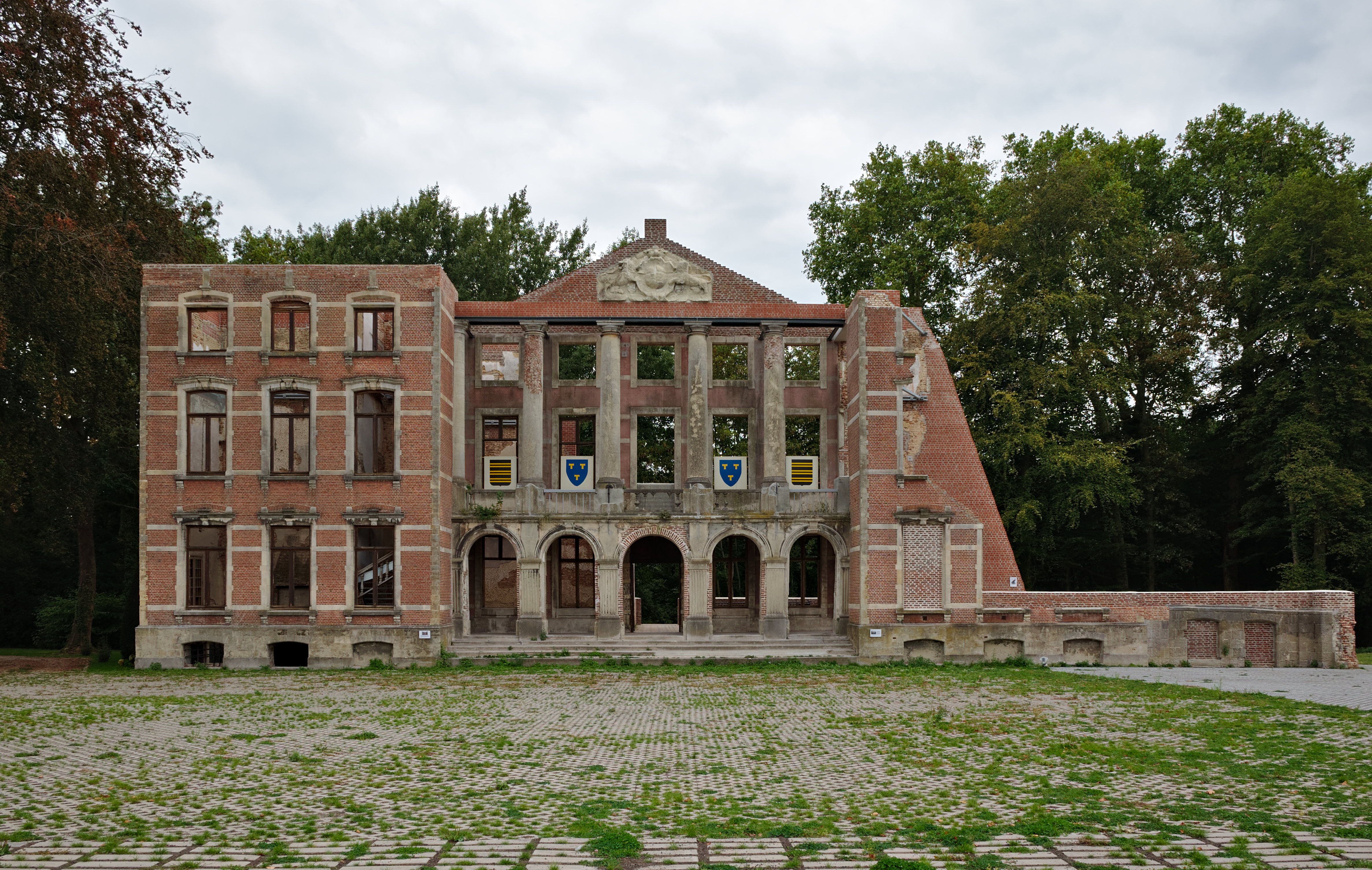
Het huidige "Kasteel van Lede"

- Centraal gelegen in de gemeente staat de Sint-Martinuskerk. Deze kerk is sinds 1960 beschermd. De geschiedenis van de kerk is onlosmakelijk verbonden met die van de miraculeuze 15e-eeuwse piëta. Dit 75 cm hoge gepolychromeerd beeld is afkomstig uit het Rijnland en wordt sinds 1414 vereerd. Het rijke interieur van deze kerk is te danken aan deze verering.
- Het neogotische gemeentehuis, getekend door architect Edward Bouwens, werd opgericht in 1895.
- De Ommegang
- De Rabelmolen
- In Huize Moens, in de 19e en eerste helft 20e eeuw bewoond door de familie Moens, is nu de thuisbasis van de kunstacademie gevestigd. De parketzaal doet tevens dienst als ruimte voor vergaderingen, tentoonstellingen, concerten enz. In de kelderverdieping bevindt zich het lokaal van de heemkundige kring "Heemschut".
- La Lédoise, een voormalige fabriek van duivenklokken
- Het Huize Ronkenburg
- Het Kasteel ten Bosch
- Het Kasteel van Lede, thans een geconsolideerde ruïne, bevindt zich op de plaats waar een van de vier cirkelvormige versterkingen, gebouwd door de vorsten tijdens de negende en de tiende eeuw ter bescherming tegen de Noormannen, werd gesitueerd. In het begin van de 20ste eeuw werden door de Zusters Kanunnikessen van de Heilige Augustinus van Jupille bijkomende (school)gebouwen met kapel opgericht volgens de plannen van architect Théophile Présiaux. In de periode dat het Koninklijk Gesticht van Mesen eigenaar was (1919-1999) ontstond voor het ganse gebouwencomplex onder de plaatselijke bevolking de benaming "Kasteel van Mesen". De gemeente Lede kon het domein, met de intussen erg vervallen gebouwen, pas kopen in 1999. In 2010 werd, na een jarenlange en vergeefse strijd van allerhande monumentenorganisaties en architectuurliefhebbers, noodgedwongen overgegaan tot de sloop van de gebouwen, met uitzondering van de kelders van de zuidvleugel, de kelder van het Hollands Paviljoen, de boerderij en het voormalige Markizaatgebouw, thans "Kasteel van Lede", dat als ruïne werd geconsolideerd in 2017-2018.

## Natuur en landschap
Lede ligt in Zandlemig Vlaanderen met als hoogste punt 40 meter. Ten westen van  Lede bevindt zich de vallei van de Molenbeek.
De Serskampse en Oud-Smetleedse bossen liggen deels op Leeds grondgebied, net zoals natuurgebied Geelstervallei. Ook het tot het natuurgebied Honegem behorende Solegembos bevindt zich in Lede.

## Demografie

### Demografische evolutie voor de fusie
- Bronnen:NIS, www.meetjesland.be en gemeente Kaprijke - Opm:1831 t/m 1970=volkstellingen; 1976=inwoneraantal op 31 december

### Demografische ontwikkeling van de fusiegemeente
Alle historische gegevens hebben betrekking op de huidige gemeente, inclusief deelgemeenten, zoals ontstaan na de fusie van 1 januari 1977.
- Bronnen:NIS, Opm:1831 tot en met 1981=volkstellingen; 1990 en later= inwonertal op 1 januari

| Inwoners van jaar tot jaar op 1 januari 1992 tot heden | Inwoners van jaar tot jaar op 1 januari 1992 tot heden | Inwoners van jaar tot jaar op 1 januari 1992 tot heden |
| jaar                                                   | Aantal                                                 | Evolutie: 1992=index 100                               |
| ------------------------------------------------------ | ------------------------------------------------------ | ------------------------------------------------------ |
| 1992                                                   | 16.983                                                 | 100,0                                                  |
| 1993                                                   | 16.929                                                 | 99,7                                                   |
| 1994                                                   | 16.902                                                 | 99,5                                                   |
| 1995                                                   | 16.914                                                 | 99,6                                                   |
| 1996                                                   | 16.963                                                 | 99,9                                                   |
| 1997                                                   | 16.927                                                 | 99,7                                                   |
| 1998                                                   | 16.916                                                 | 99,6                                                   |
| 1999                                                   | 16.941                                                 | 99,8                                                   |
| 2000                                                   | 16.949                                                 | 99,8                                                   |
| 2001                                                   | 16.943                                                 | 99,8                                                   |
| 2002                                                   | 16.876                                                 | 99,4                                                   |
| 2003                                                   | 16.857                                                 | 99,3                                                   |
| 2004                                                   | 16.863                                                 | 99,3                                                   |
| 2005                                                   | 16.967                                                 | 99,9                                                   |
| 2006                                                   | 17.068                                                 | 100,5                                                  |
| 2007                                                   | 17.195                                                 | 101,2                                                  |
| 2008                                                   | 17.474                                                 | 102,9                                                  |
| 2009                                                   | 17.564                                                 | 103,4                                                  |
| 2010                                                   | 17.629                                                 | 103,8                                                  |
| 2011                                                   | 17.889                                                 | 105,3                                                  |
| 2012                                                   | 18.030                                                 | 106,2                                                  |
| 2013                                                   | 18.074                                                 | 106,4                                                  |
| 2014                                                   | 18.093                                                 | 106,5                                                  |
| 2015                                                   | 18.237                                                 | 107,4                                                  |
| 2016                                                   | 18.399                                                 | 108,3                                                  |
| 2017                                                   | 18.449                                                 | 108,6                                                  |
| 2018                                                   | 18.628                                                 | 109,7                                                  |
| 2019                                                   | 18.701                                                 | 110,1                                                  |
| 2020                                                   | 18.866                                                 | 111,1                                                  |
| 2021                                                   | 18.980                                                 | 111,8                                                  |
| 2022                                                   | 19.054                                                 | 112,2                                                  |
| 2023                                                   | 19.160                                                 | 112,8                                                  |
| 2024                                                   | 19.310                                                 | 113,7                                                  |
| 2025                                                   | 19.425                                                 | 114,4                                                  |

## Evenementen

### #M (Mariale Processie)
De Mariadevotie in Lede gaat terug tot het jaar 1414. In de loop der eeuwen werden aan het beeld talrijke mirakelen toegeschreven. Aanloop tot de processie vormde de jaarlijkse ommegang die startte met de kaarskensprocessie op vrijdagavond. De negen daarop volgende dagen zullen honderden bedevaarders het centrum van Lede doorkruisen en halt houden aan de zeven kapelletjes ter ere van Onze-Lieve-Vrouw.
De noveen werd afgesloten met de Mariale processie die doorging op de tweede zondag na Pinksteren.
Sinds 2006 ging deze Mariale processie om de 2 jaar door. In 2014 vierde Lede zomaar eventjes 600 jaar mariaverering. Bij deze editie ging een speciale jubelprocessie uit.
Omdat het steeds moeilijker bleek om figuranten te vinden en omdat de interesse in het spektakel afnam, werd in 2018 besloten het geweer van schouder te veranderen waarbij de grote processie plaats ruimt voor een meer eigentijdse aanpak onder de titel #M, inspelend op Maria, het Marktplein van Lede als decor, Multimediaal en Massa.
De eerste editie van #M op 3, 4 en 5 mei 2019 was een groot succes.

### Carnaval
Carnaval wordt gevierd in Lede-centrum het weekend nà Aswoensdag. Het Leedse carnaval en de bijhorende cavalkade is dan wel kleinschaliger dan in Aalst, maar de inzet en de humoristische invalshoek van de carnavalisten zorgen telkenjare voor een amusante optocht. In tegenstelling tot Aalst, duurt het carnavalsweekend in Lede slechts twee dagen. De eerste dag, kan het grote publiek genieten van het spektakel, terwijl de tweede dag de carnavalsgroepen hun stamkroegen opzoeken en nog een dagje verder feesten. Het is op deze dag dat de winnaars van de stoet bekendgemaakt worden.

### Kermissen
In de deelgemeentes van Lede worden verschillende kermissen gehouden, die vooral geconcentreerd zijn in de tijd van augustus tot september. Ook worden kermissen gehouden naar aanleiding van carnaval, de jaarmarkt, Hemelvaart ...

### Open monumentendag
Elke tweede zondag van de maand september organiseert de cultuurraad in samenwerking met de cultuurdienst de Open Monumentendag.
Fundamentele doelstelling van dit initiatief is sensibiliseren voor het erfgoed, door middel van het gratis toegang verschaffen tot plaatsen die gewoonlijk niet of slechts gedeeltelijk toegankelijk zijn.
Gezien de rijke geschiedenis van Lede en de talrijke overgebleven monumenten en gebouwen, kent dit initiatief elk jaar opnieuw veel bijval.

## Fiscaliteit
De aanvullende personenbelasting (APB) bedraagt in Lede in 2020 7,9%. Dit ligt duidelijk hoger dan het Vlaamse gemiddelde van 7,2% dat licht daalde. In 2014 werd het tarief verhoogd van 7,5% naar 7,9%.
De opcentiemen op de roerende voorheffing (OOV) bedraagt in Lede in 2020 945%, tegenover gemiddeld 897% in Vlaanderen. In 2017 bedroeg de OVV nog 1.500% te Lede.
Lede is dus gemiddeld een 'dure' gemeente op het vlak van fiscaliteit en duurder dan alle nabijgelegen gemeenten.

## Politiek

### Structuur
De gemeente Lede ligt in het kieskanton Aalst (dewelke identiek is aan het provinciedistrict Aalst) en ligt in het kiesarrondissement Aalst-Oudenaarde en de kieskring Oost-Vlaanderen.
| Lede             | Lede             | Supranationaal         | Nationaal                         | Nationaal                 | Gemeenschap               | Gewest                    | Provincie                 | Arrondissement   | Provinciedistrict | Kanton          | Gemeente        |
| ---------------- | ---------------- | ---------------------- | --------------------------------- | ------------------------- | ------------------------- | ------------------------- | ------------------------- | ---------------- | ----------------- | --------------- | --------------- |
| Administratief   | Niveau           | Europese Unie          | België                            | België                    | Vlaanderen                | Vlaanderen                | Oost-Vlaanderen           | Aalst            | Aalst             | Aalst           | Lede            |
| Administratief   | Bestuur          | Europese Commissie     | Belgische regering                | Belgische regering        | Vlaamse regering          | Vlaamse regering          | Deputatie                 | Deputatie        | Deputatie         | Deputatie       | Gemeentebestuur |
| Administratief   | Raad             | Europees Parlement     | Kamer van volksvertegenwoordigers | Vlaams Parlement          | Vlaams Parlement          | Vlaams Parlement          | Provincieraad             | Provincieraad    | Provincieraad     | Provincieraad   | Gemeenteraad    |
| Kiesomschrijving | Kiesomschrijving | Nederlands Kiescollege | Kieskring Oost-Vlaanderen         | Kieskring Oost-Vlaanderen | Kieskring Oost-Vlaanderen | Kieskring Oost-Vlaanderen | Kieskring Oost-Vlaanderen | Aalst-Oudenaarde | Aalst             | Aalst           | Lede            |
| Verkiezing       | Verkiezing       | Europese               | Federale                          | Federale                  | Vlaamse                   | Vlaamse                   | Provincieraads-           | Provincieraads-  | Provincieraads-   | Provincieraads- | Gemeenteraads-  |

### Geschiedenis

#### (Voormalige) Burgemeesters
| Tijdspanne | Tijdspanne   | Voorschepen                               |
| ---------- | ------------ | ----------------------------------------- |
|            | 1791 - 1796  | Petrus-Johannes Coppens                   |
| Tijdspanne | Tijdspanne   | Burgemeester                              |
|            | 1797-        | Ferdinand Frans Eeman                     |
|            | 1807-        | Frans Jan Jozef Eeman                     |
|            | 1812 -       | Frans van Kerkhoven                       |
|            | 1815 -       | J. Philippe van Pottelsberghe La Potterie |
|            | 1831 - 1841  | Joannes Coppens                           |
|            | 1840         | Joos De Putter                            |
|            | 1854 - 1875  | Hippolyte della Faille d'Huysse           |
|            | 1875 - 1904  | August Coppens                            |
|            | 1905 -       | Jozef Moens                               |
|            | 1926 - 1933  | Paul Coppens                              |
|            | 1933 - 1938  | Gaston Matthijs                           |
|            | 1939 - 1942  | Edgard Coppens                            |
|            | 1942 - 1944  | Jozef Cool                                |
|            | 1944 - 1953  | Edgard Coppens                            |
|            | 1953 - 1961  | Benoit Delens (Lijst Delens)              |
|            | 1961 - 1965  | Gerard Gabriëls                           |
|            | 1965 - 1975  | Oscar Hippoliet Raes (Lijst Raes)         |
|            | 1975 - 1983  | Jozef Gravez                              |
|            | 1983 - 1986  | Alfons Grepdon                            |
|            | 1986 - 1987  | Jules Henderickx (Volksunie)              |
|            | 1987 - 1989  | Maurice Minnebo (BSP)                     |
|            | 1989 - 1992  | Dominique Roelandt (Leedse Demokraten)    |
|            | 1992 - 1997  | Willy Ruyssinck (CVP)                     |
|            | 1997 - 2011  | Geert Grepdon (VLD / Open Vld)            |
|            | 2012 - 2021  | Roland Uyttendaele (CD&V)                 |
|            | 2022 - heden | Geertrui Van de Velde (CD&V)              |

#### Legislatuur 2013-2018
Burgemeester is Roland Uyttendaele van de CD&V. Hij leidt een coalitie van CD&V en Open Vld met een meerderheid met 14 op 25 zetels.

#### Legislatuur 2019-2024
Na de gemeenteraadsverkiezingen van oktober 2018 werd er een nieuwe coalitie gesloten tussen CD&V, Groen en De Coöperatie. Samen hadden ze aanvankelijk een meerderheid van 15 op 25 zetels. Kort nadat schepen Bart Heestermans eind 2021 uit zijn partij (GROEN) stapte, besliste GROEN kort daarop om uit de meerderheid te stappen zodat de huidige meerderheid sindsdien 13 zetels bezit. De burgemeester bleef aanvankelijk Roland Uyttendaele van de CD&V maar hij werd in 2022 opgevolgd door zijn partijgenote Geertrui Van de Velde.

#### Legislatuur 2024-2030
Na de gemeenteraadsverkiezingen van oktober 2024 bleef Geertrui Van de Velde (CD&V) burgemeester van Lede. Er werd een coalitie gesloten met De Coöperatie, met CD&V beschikken zij over een meerderheid van 15 op 25 zetels.

#### Resultaten gemeenteraadsverkiezingen sinds 1976
| Partij of kartel     | Partij of kartel                                               | 10-10-1976 | 10-10-1976 | 10-10-1982 | 10-10-1982 | 9-10-1988 | 9-10-1988 | 9-10-1994 | 9-10-1994 | 8-10-2000 | 8-10-2000 | 8-10-2006 | 8-10-2006 | 14-10-2012 | 14-10-2012 | 14-10-2018 | 14-10-2018 | 13-10-2024 | 13-10-2024 |
| Stemmen / Zetels     | Stemmen / Zetels                                               | %          | 25         | %          | 25         | %         | 25        | %         | 25        | %         | 25        | %         | 25        | %          | 25         | %          | 25         | %          | 25         |
| -------------------- | -------------------------------------------------------------- | ---------- | ---------- | ---------- | ---------- | --------- | --------- | --------- | --------- | --------- | --------- | --------- | --------- | ---------- | ---------- | ---------- | ---------- | ---------- | ---------- |
|                      | De CoöperatieC                                                 | -          |            | -          |            | -         |           | -         |           | -         |           | -         |           | -          |            | 9,3C       | 2          | 11,9C      | 3          |
|                      | SP1/ sp.a-Spirit-Groen!A/ sp.a2/ De CoöperatieC                | 14,981     | 3          | D          |            | 18,151    | 4         | 16,141    | 4         | 11,451    | 2         | 16,97A    | 4         | 9,152      | 2          | 9,3C       | 2          | 11,9C      | 3          |
|                      | AGALEV1/ VU-AGAB/ sp.a-Spirit-Groen!A/ Groen2                  | -          |            | -          |            | -         |           | 5,111     | 0         | 8,28B     | 1         | 16,97A    | 4         | 7,862      | 1          | 11,22      | 3          | 6,42       | 1          |
|                      | VU1/ VU-PRD2/ VU-AGAB/ N-VA3                                   | -          |            | 16,841     | 4          | 7,321     | 1         | 7,992     | 1         | 8,28B     | 1         | 3,113     | 0         | 24,223     | 7          | 16,73      | 4          | 16,03      | 4          |
|                      | CVP1/ CD&V2                                                    | 50,341     | 13         | 40,031     | 10         | 33,271    | 10        | 31,191    | 9         | 31,011    | 9         | 31,332    | 8         | 29,552     | 8          | 31,02      | 10         | 39,92      | 12         |
|                      | Lede771/ Leedse DemocratenD/ PVV2/ VLD3/ Open Vld4/ Open LEDE5 | 34,681     | 9          | 43,13D     | 11         | 27,552    | 8         | 34,893    | 11        | 37,753    | 11        | 32,853    | 9         | 22,824     | 6          | 16,25      | 4          | 11,05      | 2          |
|                      | Vlaams Blok1/ Vlaams Belang2/ Lede Vlaams & Zinvol3            | -          |            | -          |            | -         |           | 4,691     | 0         | 8,811     | 2         | 15,752    | 4         | 6,412      | 1          | 9,83       | 2          | 14,72      | 3          |
|                      | GL2000                                                         | -          |            | -          |            | 10,65     | 2         | -         |           | -         |           | -         |           | -          |            | -          |            | -          |            |
|                      | Anderen(*)                                                     | -          |            | -          |            | 3,06      |           | -         |           | 2,69      | 0         | -         |           | -          |            | 5,8        | 0          | -          |            |
| Totaal stemmen       | Totaal stemmen                                                 | 11609      | 11609      | 12385      | 12385      | 12612     | 12612     | 12598     | 12598     | 12845     | 12845     | 13219     | 13219     | 13410      | 13410      | 13819      | 13819      | 9475       | 9475       |
| Opkomst %            | Opkomst %                                                      |            |            |            |            | 96,37     | 96,37     | 95,33     | 95,33     | 93,94     | 93,94     | 95,59     | 95,59     | 92,98      | 92,98      | 93,5       | 93,5       | 62,1       | 62,1       |
| Blanco en ongeldig % | Blanco en ongeldig %                                           | 1,66       | 1,66       | 3,49       | 3,49       | 3,75      | 3,75      | 4,12      | 4,12      | 3,75      | 3,75      | 3,14      | 3,14      | 3,28       | 3,28       | 4,0        | 4,0        | 1,2        | 1,2        |

De zetels van de gevormde coalitie staan vetjes afgedrukt. De grootste partij is in kleur.
(*) 1988: DNW, JONG / 2000: D.A.E.N.S. / 2018: Voorwaarts Lede (4,0%), PVC (1,8%)

## Bekende Ledenaars
- Henricus Smetius (1535/1537-1614), arts en humanistisch geleerde
- Julius De Geyter (1830-1905), journalist en schrijver
- Paul Brondeel (1927-2009), schrijver
- Urbain Vermeulen (1940-2016), hoogleraar islamkunde
- Frans Melckenbeeck (1940), voormalig beroepswielrenner
- Jef Vermassen (1947), advocaat, strafpleiter en auteur
- Herman Van Molle (1956), televisiepresentator en quizmaster
- Frank Galan (1960; artiestennaam van Frank Van Molle), charmezanger
- An Vannieuwenhuyse (1991), bobsleester
- Zuster Lambertine geboren als (Marie) Colette Van Cauter (Lede, 10 april 1870 - Antwerpen, 26 juni 1930) was een Belgische missiezuster van de Congregatie Sint-Vincentius à Paulo uit Gijzegem.

## Verkeer en vervoer
In de gemeente bevindt zich het station Lede, op spoorlijn 50 (Brussel-Gent).

## Sport en tijdsbesteding

### Sport
In Lede spelen de voetbalclubs KVC Jong Lede en FC Smetlede. In het volleybal is de club Dynaco Lede actief.
Sinds het voorjaar van 2015 hebben enkele vrienden de handen in elkaar geslagen en de basketclub BC Vikings Lede opgericht.
Thuiswedstrijden worden gespeeld in de arena De Ommegang in Lede. Zo zijn ze een rivaal van BC lede, die in dezelfde arena spelen. Ook zijn er de dino's, een vereniging van veteranen die vriendschappelijk onderling basketbal spelen.

### Tijdsbesteding
In Lede zijn er vijf jeugdbewegingen:
- Scouts Lede.
- KSA Sint Gerolf Lede, jeugdbeweging voor jongens.
- Chiro Nele Lede, jeugdbeweging voor meisjes.
- Chiro Sint-Lutgardis, jeugdbeweging voor jongens en meisjes.
- Jeugd Rode Kruis-Lede, jeugdbeweging voor jongens en meisjes.

## Zustergemeente
Sinds 4 mei 2019 is Lede verzusterd met Mesen, de kleinste stad van België.

## Media
Radio Lede, een lokaal radiostation, zendt uit op het internet en Facebook en één keer per week ook op de FM-band.

## Wat Phra Dhammakaya
Sinds oktober 2010 is het Thaise boeddhistisch klooster wat Phra Dhammakaya gevestigd op het domein Ronkenburg. De tempel binnen dit voormalig klooster van de Zwartzusters en het bijhorende kasteeldomein in de Leedse Ronkenburgstraat werd in 2012 ingewijd als ubosot en wordt sindsdien ook jaarlijks gebruikt om boeddhistische monniken in te wijden. Er wordt ook onderricht gegeven in de Dhammakaya-meditatie techniek.

## Trivia
- De bijnaam van de inwoners is hovaardige boeren.[19]

## Nabijgelegen kernen
Wanzele, Impe, Erondegem, Erpe, Aalst, Hofstade, Wichelen